# Estação Ferroviária de Bragança

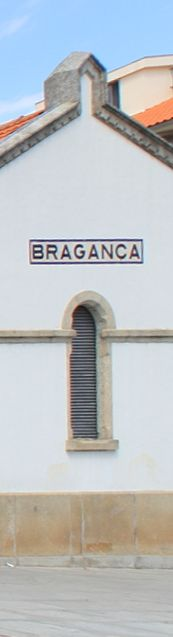
Empena sul do edifício de passageiros.

A estação ferroviária de Bragança foi uma interface da Linha do Tua, que servia a cidade de Bragança, em Portugal.

## Descrição

### Localização e acessos
Esta interface tinha acesso pela Avenida João da Cruz.

### Infraestrutura
Apesar desta ser uma estação terminal, o seu edifício de passageiros situava-se do lado poente da via e não ao topo, já que à data de construção e prevera a continuação da linha.

## História

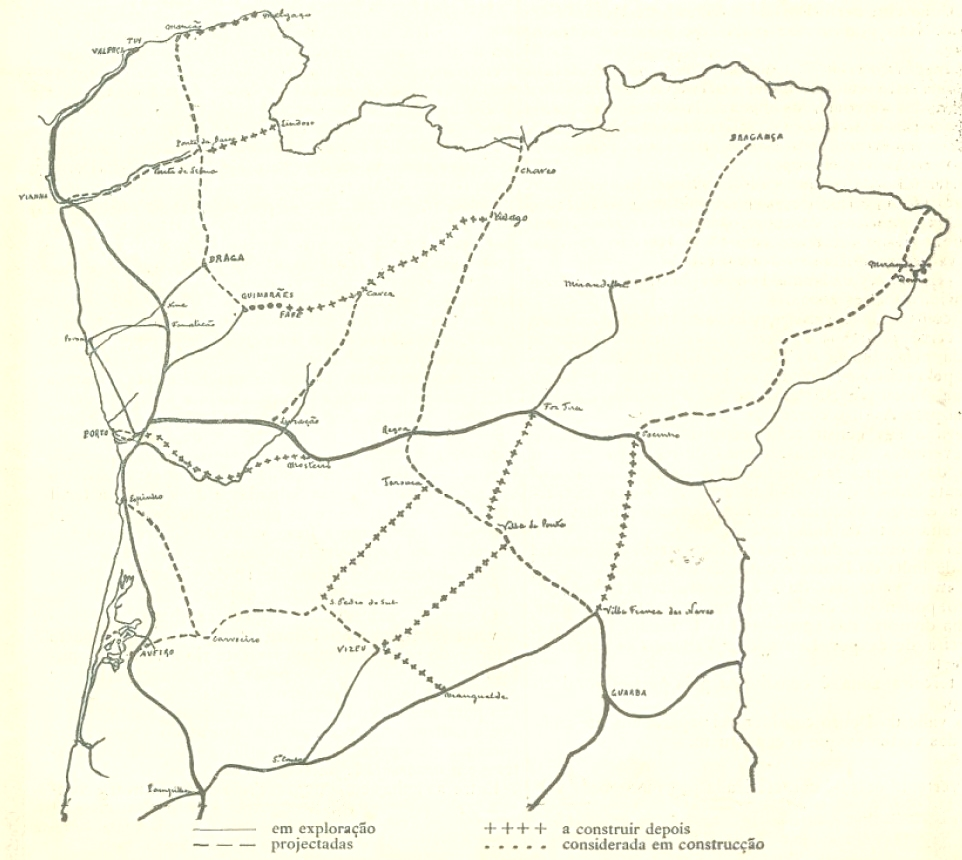
Mapa do Plano da Rede Ferroviária Complementar ao Norte do Mondego, mostrando a continuação planeada da Linha do Tua de Mirandela até Bragança.

### Antecedentes
Em meados do século XIX, o país sofria de graves problemas de transportes no interior, dependendo de uma rede de estradas muito primitiva, que tornava as viagens muito difíceis e lentas. No caso de Bragança, por exemplo, o percurso até Lisboa demorava cerca de quinze dias. Foi principalmente devido a estas deficiências que se iniciou a construção das vias férreas em Portugal, à semelhança do que se fazia noutros países.

### Planeamento e construção
As primeiras propostas para a construção de uma ligação ferroviária a Bragança terá sido provavelmente feita entre 1876 e 1877, como parte de um estudo da Associação de Engenheiros Civis, no sentido de apurar quais as linhas férreas que deveriam ser instaladas na região setentrional do país. Assim, foram apresentadas duas opções para a linha até Bragança, uma seguindo pelo Rio Tua, e outra saindo do Pocinho e circulando ao longo do Rio Sabor.
Em 30 de Abril de 1884, a Junta Geral do Distrito de Bragança enviou uma representação à Câmara dos Deputados para pedir que o caminho de ferro de Foz Tua a Mirandela, então em construção, fosse continuado até Bragança. Em 1886 o ministro das Obras Públicas, Emídio Navarro, ordenou o estudo das linhas consideradas como complementares na região de Trás-os-Montes, incluindo o de Mirandela a Bragança. Em 27 de Setembro de 1887 foi inaugurado o lanço da Linha do Tua até Mirandela. O pedido para prolongar a Linha do Tua até Bragança foi reiterado em 15 de Abril de 1888, quando os comerciantes de Bragança enviaram uma comunicação à Câmara dos Deputados, e no dia 2 de Julho de 1890, quando a Câmara Municipal de Bragança também enviou uma representação à Câmara dos Deputados. Porém, o prolongamento da linha além de Mirandela foi suspenso na sequência da crise económica que atingiu o país na década de 1890, e só foi retomado após ter sido formada a administração dos Caminhos de Ferro do Estado, em 1899, que considerou a continuação da Linha do Tua como uma das suas prioridades. Entretanto, em 1897 Moses Zagury já tinha pedido licença para construir uma linha em via estreita de Mirandela a Bragança, paralela à estrada real.
No jornal Primeiro de Janeiro de 17 de Junho de 1899, foi anunciado que já se tinha decidido dar o nome de Elvino de Brito à avenida entre cidade de Bragança e a estação, que seria construída junto à Ermida do Senhor da Piedade, na margem direita do Rio Fervença.
Em 25 de Setembro de 1901, foi publicada uma portaria que aprovou o projecto da linha entre Mirandela e Bragança. Em 16 de Junho de 1903, a Gazeta dos Caminhos de Ferro reportou que em breve se iriam iniciar as obras para aquele lanço, prevendo-se que a linha chegaria a Romeu em dez meses, a Cortiços em vinte meses, e a Bragança em dois meses e meio, ficando portanto concluída em finais de 1905. Em 1 de Agosto, a Gazeta noticiou que já se tinha iniciado a construção. No dia 20 de Julho, ocorreu uma cerimónia no futuro local da estação de Bragança, com a presença do prelado da diocese, do governador civil, o empreiteiro da construção, João Lopes da Cruz, representantes das câmaras municipais de Bragança e do Vimioso, da Associação Comercial, da Companhia Nacional de Caminhos de Ferro, vários oficiais da guarnição, e muito povo.
Em 1901, uma empresa britânica procurou construir a ligação de Mirandela a Bragança, mas as obras não chegaram a avançar. Em 19 de Abril de 1902, foi assinado o contrato provisório para este troço com o empreiteiro João da Cruz, ocasião que foi depois comemorada com uma estela na estação de Bragança. Posteriormente, a concessão foi trespassada para a Companhia Nacional de Caminhos de Ferro, que já tinha construído a linha do Tua a Mirandela.
Em 31 de Dezembro de 1904, foi apresentado o projecto para a estação, que foi aprovado a 25 de Fevereiro do ano seguinte. Em 26 de Outubro de 1906, chegou o primeiro comboio a Bragança, conduzido pelo maquinista Valentim Esteves. A estação foi construída de forma a permitir uma futura continuação da linha até Puebla de Sanabria, em Espanha.

### Inauguração

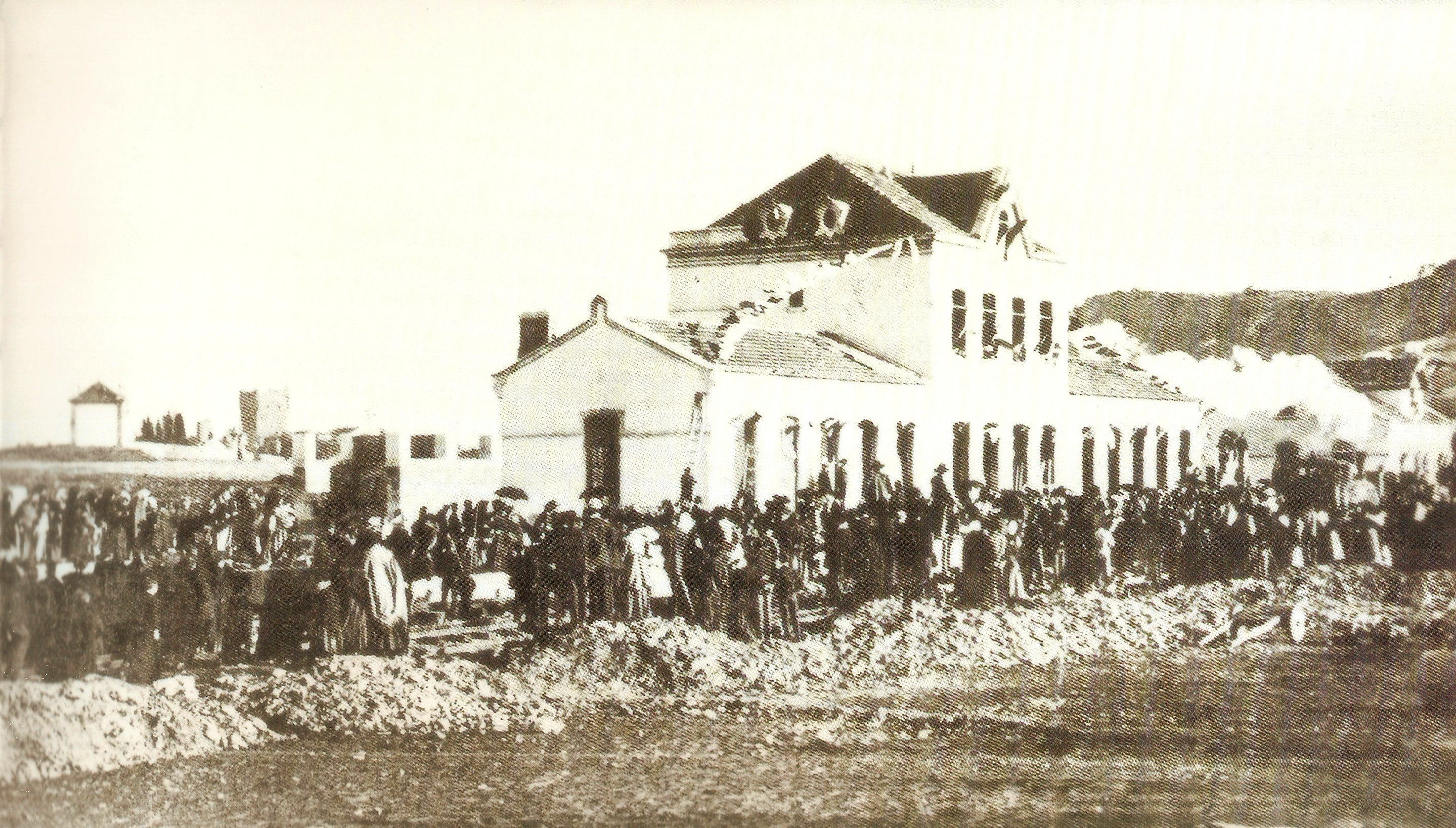
Inauguração da estação de Bragança, em 1 de Dezembro de 1906.

Em 1 de Dezembro de 1906, foi inaugurado o troço entre Rossas e Bragança, ainda com esta estação inacabada. O edifício foi projectado pelo arquitecto Veríssimo de Sá Correia.
A cerimónia iniciou-se no dia 30 de Outubro, com a oferta de uma refeição aos mais pobres, e um cortejo acompanhado pela banda de música de Izeda, no qual participou o  presidente da autarquia, Manoel Ochôa. Ao romper da alvorada do dia seguinte, as bandas de música da Infantaria 9, Infantaria 10, de Izeda e dos Bombeiros Voluntários percorreram a cidade, tocando os hinos nacional e da restauração, tendo sido lançados foguetes. Às 11 horas, faz-se o cortejo cívico, que era liderado pela banda de música de Izeda, seguida dos membros da comissão dos festejos, estudantes do seminário, estudantes do liceu, o corpo docente, representado pelo reitor e por vários professores, a banda dos Bombeiros Voluntários, a corporação dos bombeiros, a Associação Artística, a Associação Comercial, a banda de infantaria 10, e várias autoridades militares, civis e judiciais, entre outras individualidades da cidade. Era fechado pela banda de Infantaria 9, o governador civil, o Secretário geral, os funcionários da fazenda, e os funcionários das obras públicas, o presidente da Câmara de Vimioso, e representantes da Câmaras Municipais de Miranda do Douro, Mogadouro, e Bragança. O cortejo partiu do Parque do Governo Civil até à estação, onde ficaram a aguardar a chegada do comboio inaugural, que chegou por volta do meio-dia. Neste comboio viajavam os directores da Companhia Nacional de Caminhos de Ferro, e vários convidados. Depois, o bispo da diocese benzeu o comboio, e assinou-se o auto da inauguração. O cortejo dirigiu-se, em seguida, para o edifício do Governo Civil, onde teve lugar uma recepção na sala de honra. Calcula-se que o comboio inaugural tenha sido esperado por cerca de 20 mil pessoas, na estação e nos campos vizinhos. Para a cerimónia, as ruas da cidade estavam decoradas com bandeiras e alguns arcos triunfais. Quando desceu a noite, por volta das 18 horas, foi feito um espectáculo de luzes com o acender de milhares de balões por toda a cidade, embora os balões na parte mais alta do castelo tenham sido destruidos por um golpe de vento. Às 20 horas, iniciou-se uma marcha a fogos de bengala, até ao Campo de Santo António, onde foi lançado o fogo de artifício. No dia seguinte, foi realizada a missa campal, num altar improvisado na Capela de Santo António.
Com a chegada do caminho de ferro, foi desenvolvida a Rua do Conde de Ferreira, que passou a denominar-se Avenida da Estação; posteriormente, o seu nome foi alterado para Avenida de João da Cruz, em homenagem ao empresário original da Linha de Mirandela a Bragança.

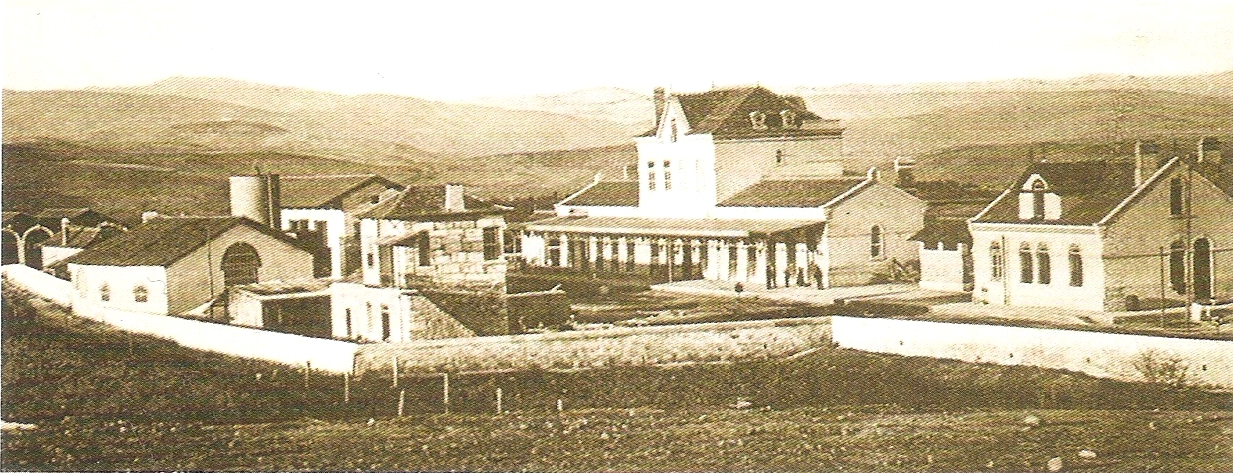
Estação de Bragança, na década de 1910.

### Primeiros anos
Considera-se que a chegada do comboio a Bragança veio trazer um desenvolvimento da vida cultural na cidade, ao permitir a vinda de companhias profissionais e de actividades variadas de espectáculos, de Lisboa ou do Porto.
Em Outubro de 1910, estava previsto que o rei D. Manuel II tivesse ido a Bragança, de comboio. O jornal A Pátria Nova de 12 de Outubro de 1910 noticiou a chegada de João José de Freitas no dia 7 de Outubro, que vinha tomar posse como Governador Civil de Bragança, tendo sido recebido na estação por um grupo de apoiantes republicanos.
Em 1911, pensou-se em prolongar o caminho de ferro de Bragança até Vinhais, de forma a desenvolver aquela vila.
Em 1913, existia um serviço de diligências desde a estação de Bragança até Milhão, Outeiro e Vimioso, e Castrelos e Vinhais.
Durante os estudos para a revisão do Plano Geral da Rede Ferroviária, na década de 1920, formou-se uma comissão para analisar as ligações internacionais por caminho de ferro, e propor várias soluções que deveriam ser apresentadas durante a Conferência Económica Luso - Espanhola. Uma das propostas foi o prolongamento da Linha do Tua além de Bragança até à fronteira com Espanha na direcção de Puebla de Sanabria, onde se uniria ao lanço espanhol que também já tinha sido classificado. Também foi proposta, durante a conferência económica luso-espanhola de 1928, uma linha de Bragança a Castro de Alcañices, que foi recusada devido à oposição das autoridades militares.

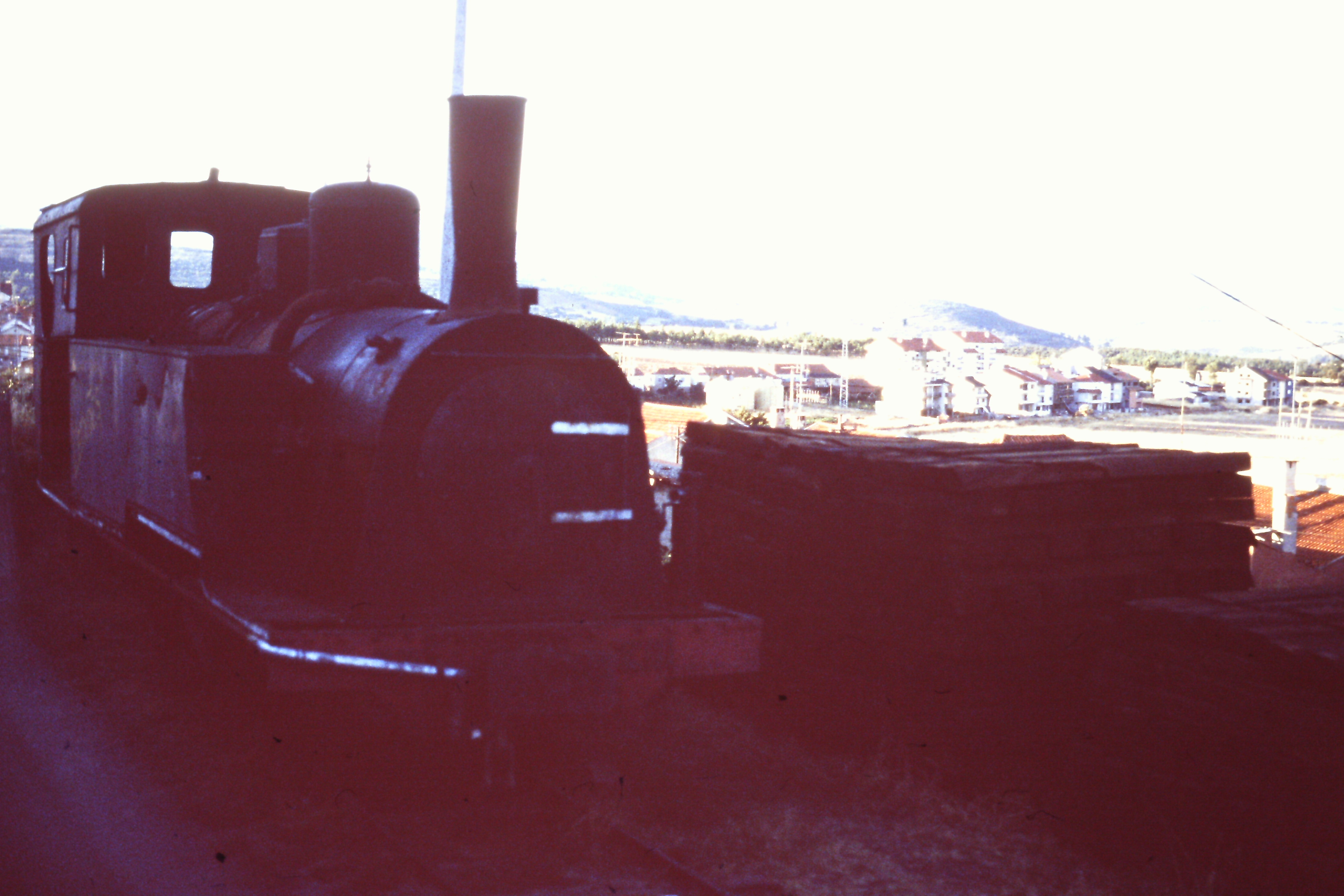
Locomotiva a vapor em Bragança, na década de 1980.

Em 1933, a Companhia Nacional instalou uma cobertura e calcetou o cais descoberto desta estação, construiu um muro de vedação, ampliou a casa do guarda da passagem de nível e ajardinou o recinto da estação. Em 1935, realizou obras de conservação no edifício de passageiros. Em 1939, fez obras de restauro no edifício de passageiros, e na residência do pessoal de tracção e do factor.
Nos inícios do século XX, a Companhia Nacional introduziu um serviço rápido de Bragança a Tua, com a finalidade de dar ligação ao Comboio Porto-Medina, que percorria a Linha do Douro no seu percurso entre São Bento e a cidade espanhola de Medina del Campo.

### Mudança de traçado
Em 1968, foi concluída uma alteração no traçado da Linha do Tua, desde a Ponte da Coxa até à estação de Bragança. Também foram feitas obras na gare, cuja calçada foi substituída por um pavimento em betão.

### Declínio e encerramento
Na década de 1980, foi organizado um núcleo museológico na estação, no âmbito de um movimento de preservação e organização do património ferroviário nacional. Em 1984, Bragança era apenas servida por serviços regionais, da operadora Caminhos de Ferro Portugueses. Em 1988 foi lançado o álbum 88 dos já notáveis Xutos & Pontapés incluindo na faixa “Para ti, Maria” uma enfática referência à fraca acessibilidade ferroviária de Bragança a Lisboa: «nove horas de distância »« num comboio »« atrasado», refletindo idênticas dificuldades sentidas à época também no meio rodoviário.

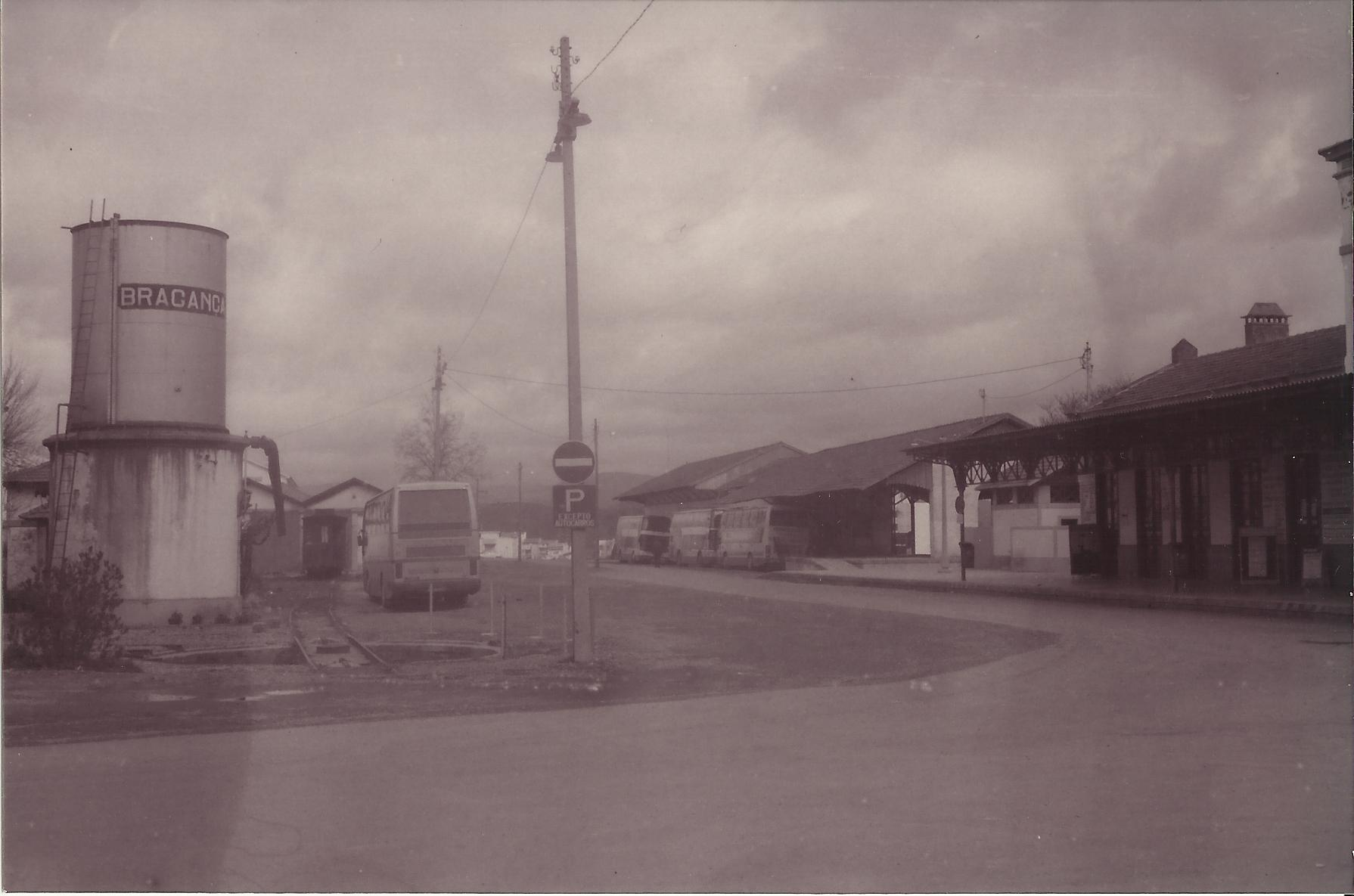
Antigas instalações da estação de Bragança, em 1999.

Em 15 de Dezembro de 1991, a empresa Caminhos de Ferro Portugueses encerrou o tráfego no lanço de Mirandela e Bragança, e em 13 de Outubro do ano seguinte retirou o material circulante de Bragança e levou-o até Mirandela, numa operação que causou grande celeuma. Em 2001, iniciam-se as obras de reconversão da antiga estação ferroviária de Bragança num terminal rodoviário, que foi inaugurado em 24 de Janeiro de 2004.